# Jefferson, Ohio
Jefferson är en ort i den amerikanska delstaten Ohio med en yta av 5,9 km² och en folkmängd, som uppgår till 3 572 invånare (2000). Jefferson är administrativ huvudort (county seat) i Ashtabula County.
Det fanns en stark abolitionistisk rörelse i Jefferson under 1800-talet. Kongressledamoten Joshua Reed Giddings och senatorn Benjamin Wade, två ledande slaverimotståndare, bodde i Jefferson. De arbetade som advokater i staden från och med 1820-talet och öppnade 1831 en advokatbyrå tillsammans, ett samarbete som varade till 1837. Huset där Giddings senare arbetade som advokat är uppfört 1838 och har upptagits till National Register of Historic Places.